# Joakim Skovgaard
Joakim Frederik Skovgaard (født 18. november 1856 i København, død 9. marts 1933 i København), søn af P.C. Skovgaard, var en dansk billedkunstner, maler, billedhugger og kunsthåndværker, og stod blandt andet bag fresko-malerierne i Viborg Domkirke. Et af disse billeder flyttedes senere til Christianskirkjan på Færøerne som følge af fugtproblemer i Viborg Domkirke.

## Liv og gerning
Allerede som lille dreng lagde han, især ved sine tegninger af dyr, bemærkelsesværdig kunstneriske evner for dagen og modtog en omhyggelig vejledning af sin far; næppe 15 år gammel blev han elev af Akademiet og gennemgik dette, samtidig med at han oplærtes i malerhåndværket. Efter faderens død tog Janus la Cour sig af hans uddannelse. Afgangsbevis som maler fik han 1876, og 2 år efter debuterede han på Charlottenborg med Faareklipning på Laaland, et nydelig formet, men i farven noget tungt og monotont arbejde. Friskere og fyldigere i koloristisk henseende var allerede det i 1879 udstillede Septemberaften på en Eng, Bygevejr, der ligesom flere af hans billeder fra de nærmest følgende år blev købt til Kunstforeningens bortlodning og desuden indbragte ham den Sødringske Opmuntringspræmie. I 1879 og den følgende sommer malede Skovgaard. i Halland en del fine og solide studier og billeder; så gik han til Paris, hvor han i vinteren 1880-81 malede under Leon Bonnat. Efter et kortere ophold i Norden rejste han i 1882 til Italien og opholdt sig dels i Rom, dels i forskellige småbyer, særlig Sora i Campania; derfra drog han i følge med Kristian Zahrtmann til Grækenland, hvor han foruden Athen gæstede det gamle Sparta samt Olympia med de storartede udgravninger. Hovedudbyttet af rejsen var dels en mængde landskabsstudier og folkelivsbilleder fra Italien, således det ypperlige Scene i et romersk Osteri (udstillet 1883), dels billeder fra Grækenland, blandt hvilke navnlig de, der gengiver Athens tempelruiner, ved storhed i opfattelsen og en sjælden forening af finhed og energi i gennemførelsen hævde sig rang blandt den danske malerkunsts perler; et af dem, Udsigt fra Karyatidehallen ved Erechtheion, blev indlemmet i Kunstforeningens studiesamling.
Skovgaard vendte tilbage til Danmark i 1884 og giftede sig den 6. maj 1886 med Agnete Lange (født 1861), datter af botanikeren J.M.C. Lange. Kort derpå var han atter i Italien, denne gang med Akademiets store rejsestipendium. Efter sin hjemkomst sluttede han sig til Den Frie Udstilling, men ophørte dog ikke at indsende arbejder også til Charlottenborg, hvor han i 1890 foruden et familiebillede af sjælden monumental holdning, En Moder med sine Børn, udstillede En Hyrdedreng med sine Får på Vejen til Civita d'Antino, der erhvervedes af Nationalgalleriet, og hvor han i 1892 hædredes med årsmedalje for Piger hente Vand i Lirifloden. Af landskabsbilleder og genrestykker over motiver fra Danmark, Halland og Italien malede Skovgaard også i de følgende år ikke få, og adskillige af dem have til trods for de i sig selv helt beskedne motiver høj og ejendommelig værd netop ved kompositionens og linjeføringens storladne præg; det samme gælder om hans prægtige keramiske arbejder og om de illustrationer, han har udført, først og fremmest om de ypperlige tegninger til Grundtvigs Den signede Dag (reproducerede i træsnit på Foreningen "Fremtidens" Forlag).
Fra slutningen af 80'erne har han imidlertid, uden at give afkald på også at skildre hverdagslivet, søgt større emner, navnlig bibelske eller kirkelige. Rækken af de herhenhørende kunstværker åbnedes i 1888 af Bethesda Dam (Forsamlingshuset Bethesda i København; udmærket litograferet af Johan Rohde), vel det af alle danske malerier, der har mest af underets stemning over sig; i 1890 kom Christus fører Røveren ind i Paradiset (Manø Kirke) med dets stærke vidnesbyrd om kunstnerens åndsvenskab med den tidlige renæssances mestre, i 1893 den gribende situations- og karakterskildring Peninna spotter Hanna (tilhører Skovgaard Museet) og i 1894 kæmpebilledet Kristus i de Dødes Rige, inspireret af Grundtvigs I Kvæld blev der banket på Helvedes Port og vældigt i stemningen som dette. Nævnes bør end videre det store "Bebudelsen" i Helligåndskirken i København og den påbegyndte omfangsrige billedrække i Viborg Domkirke.
Allerede i slutningen af 1880’erne havde han været en af de foregangsmænd, som bragte den franske brændtlerskunst en ny blomstring. Han ejede overhovedet en rig dekorativ opfindsomhed, og samtidig viste han sig som en kompositør af høj rang, mest — men ikke udelukkende — i bibelske emner. I 1888 udstillede han "Bethesda Dam" på Nationalgaleriet i Oslo, som ved sin helt moderne, malerisk rige, stilfulde og i fortællingen dybtgående følelse vakte en meget betydelig opmærksomhed både til bifald og modstand. Endnu stærkere bevægelse vakte "Kristus fører Røveren ind i Paradiset" (1891; i Hirschsprung’s Museum). En akvarel af "Paradismuren", ligeledes fra 1888, tilhører Kunstmuseet. Studiet af italiensk kunst og italiensk natur var her benyttet med en lige så opr. som stærk fantasi og med usædvanlig følelse for skønhed i linjer, lys og farve.
I de følgende år (1891—92) malede han "Pennina spotter Hanna". Samtidig begyndte han det monumentale "Kristus i de Dødes Rige" (i Kunstmuseet, færdigt 1894). I den fri Udstillings katalog anførte han derved Grundtvig’s digt "I Kvæld blev der banket paa Helvedes Dør".
Ved siden af det var han begyndt at beskæftige sig nærmere med bibelske emner, navnlig Paradis-fortællingen. I 1892 havde han på et glaseret lerfad fremstillet Eva og Slangen. I 1894 kom en stor akvarel "Adam giver Dyrene Navn", i 1896 "Den gode Hyrde". I Helligaandskirken malede han "Bebudelsen" i to meget store figurer; i 1900 malede han billeder af "Kristus og Apostlene" til Olai Kirke i Helsingør. I disse og lignende arbejder viste han ikke blot en mærkelig evne til umiddelbart og ganske personligt, uden omveje gennem tradition, at trænge ind i emnerne og gøre dem levende for sig på i en måde så ægte, som man ikke havde set det siden Rembrandt’s dage, og tillige med så frisk og sikkert et herredømme over komposition, teknik og malerisk holdning, at det kun var naturligt, at valget faldt på ham, da der blev tale om at smykke Viborg Domkirke med malerier.
Udsmykningen af Viborg Domkirke er en historie for sig. Skovgaard valgte den vanskelige freskoteknik, som han med stor omhu tilegnede sig. Han benyttede til udførelsen en række unge kunstnere, navnlig Larsen-Stevns, der blev ham ivrige og hengivne hjælpere. Dog kunne det ikke undgås, at man jævnligt fornemmer, at man ikke har hans egne hænders arbejde for sig. Arbejdet varede fra 1900 til 1906. På langskibets sidevægge og i triforiefelterne er emner af det Gamle Testamente; i tværskibet de mægtige kompositioner, hvori de høje billedfelters vanskeligheder var fortrinligt overvundne: Lazarus’ Opvækkelse, Nadveren, Korsfæstelsen og den store Nadvere. Det sidstnævnte, som maledes først, blev udsat for fugtproblemer, der voldte, at det senere måtte flyttes for ikke at gå til (hænger i dag i Christianskirkjan på Færøerne), og et nyt blev malet i stedet. I kuplen apostle og evangelister, komponerede efter oldkristelige forbilleder. På korvæggene: nedfarten til helvede, opstandelsen, himmelfarten og helligånds-udgydelsen; i korrundingen: den velsignende Kristus. Skovgaard udtalte selv, at han var "gaaet ud fra den gamle Folke- og Tidstil og har herfra søgt sig frem til sin egen, hvori østerlandske Optrin skulde iklædes et halvt middelalderligt nordisk Klædebon, halvt holdt sig til Traditionen i den store kirkelige Kunst". Senere har Skovgaard også malet billeder af Kristi livshistorie på kirkens loft i stedet for dem, som i sin tid F.C. Lund havde udført. Akvareller til de vigtigste af disse kirkefresker findes i Hirschsprung’s Museum. Ved dette værk har Skovgaard sat sig et æreminde, der har ført hans Navn langt ud over Danmarks grænser: "Moderne Tider kan ikke opvise noget Sidestykke, hvor Følelsens Ægthed og Stilsansens Sikkerhed virker saa fortrinligt sammen".
Både før og efter dette kæmpeværk havde Skovgaard malet adskillige alterbilleder, således "Kristus tor Disciplenes Fødder" (1908, Holstebro Valgmenigheds Kirke), "Hyrden finder Lammet" (1910), "Kristi Fødsel" (Skagen Kirke) og "Jesus som 12-aarig i Synagogen" (1915, Herning Kirke).
Den store glasmosaikudsmykning i koret i Lund Domkirke er udført af Skovgaard og indviet i 1927.

I 1908 foretog Skovgaard en rejse til Java, hvorfra han hjembragte en række landskabsstudier, der siden gav ham stof til en række lige så friske som opr. billeder af Paradiset med Adam og Eva og dyrene, malede til havesalen på Havreholm. Ved siden af de religiøse emner drog også folkeviserne det umiddelbare i Skovgaards natur. Han har gjort mangfoldige tegninger over dem, og navnlig en række store farvelagte kartoner til billedvæv bestemte til en sal på Christiansborg: Jomfruen i Falkeham, Jomfruen i Hindeham, Jomfruen i Ormeham, Ulver og Vænelil og andre.
Endelig påbegyndte han udgivelsen af en række illustrationer til Bibelen, der i knappe og fyndige kompositioner giver en essens af hans ypperste egenskaber.

## Skulpturkunstværker
Som plastikker har Skovgaard sammen med Thorvald Bindesbøll udført enkelte interessante værker, således Bjørnespringvand til Københavns Rådhus, og derefter over en årrække Dragespringvandet til Rådhuspladsen i København, hvor det dog, med sin påvirkning af japansk kunstindustri, virker noget fremmed.

## Kunstnerisk placering
Mellem de danske malere indtager Skovgaard en fremragende og højst ejendommelig stilling. Oprindelig nær knyttet til den ældre nationale skole står han med dennes bedste egenskaber, renhed, ærlighed og varme i følelsen og usvigelig respekt for naturformerne; dermed forener han en fantasiens styrke og en evne til grandios fremstilling, som i Nordens kunst er såre sjælden eller snarere enestående. Kolorist i moderne forstand er han ikke, men hans farvegivning, der ofte kan minde om freskomaleriets, aldrig indsmigrende, altid alvorlig stemt, som den er, står i afgjort nødvendighedsforhold til hans tegnings strenge stil, en stil, der dog ingenlunde viser sig uforenelig med fin og indtagende ynde i figurernes fysiognomiske udtryk og med talende liv i deres bevægelser.

## Hædersbevisninger
I 1906 blev Skovgaard valgt til medlem af Akademirådet. i 1909—23 var han professor i Akademiets Dekorationsskole, i 1920—21 og 1922—24 Akademiets Direktør.

## Eksterne Henvisninger
- Joakim Skovgaard på gravsted.dk
- Joakim Skovgaard på Kunstindeks Danmark/Weilbachs Kunstnerleksikon
- Viborg Historie Arkiveret 27. september 2007 hos  Wayback Machine om Joakim Skovgaard og Viborg Domkirke.
- København. Kulturhistorisk opslagsbog – Dragespringvandet Arkiveret 19. juli 2011 hos  Wayback Machine om Bindesbølls og Skovgaards springvand på Rådhuspladsen.
- Skovgaard Museet, Viborgs Kunstmuseum.
- – Læs mere om Joakim Skovgaard Arkiveret 6. marts 2016 hos  Wayback Machine
- – Se freskerne i Viborg Domkirke Arkiveret 10. januar 2010 hos  Wayback Machine